# Jelena Karlović Krbavska
Jelena Karlović Krbavska (Udbina, oko 1475. – Bisag, iza 13. siječnja 1535.), hrvatska kneginja iz hrvatske velikaške obitelji Kurjakovića Krbavskih. Udajom za kneza Nikolu III. Zrinskog († 1534.) ušla je u članstvo obitelji knezova Zrinskih. Bila je posljednji izdanak obitelji Kurjakovića Krbavskih, nakon izumiranja muške loze obitelji, smrću njenog brata Ivana IV. Karlovića Krbavskog 1531. godine.
Rodila se u velikaškoj obitelji Kurjakovića od roda Gusića, od oca Karla IV. Kurjakovića († 1493.) i majke Doroteje Frankapan (prema nekim izvorima bila je kći Kataline Iločke). Prvotno je bila udana za Jurja II. Kaštelanovića, nakon čije se smrti, 1507. godine preudala za kneza Nikolu III. Zrinskog od roda Šubića s kojim je imala šestoro djece:
- Jelena († o. 1573.), žena Franje Tahija
- Margareta III., (o. 1552.)
- Ivan I. († 1541.)
- Juraj III. (1528. – 1547.)
- Nikola IV. († 1566.), hrvatski ban i sigetski kapetan
- Petar III. († 1547.)

Budući da su Zrinski sklopili 1509. i 1521. međusobne ugovore o nasljeđivanju s Kurjakovićima u slučaju izumiranja neke od dvaju obiteljskih loza, naslijedili su preko Jelene Krbavske velike obiteljske posjede Kurjakovića poslije smrti kneza Ivana IV. Karlovića 1531. godine. Iako vlastelinstvo Medvedgrad nije bilo zabilježeno u ugovoru o nasljeđivanju između Kurjakovića i Zrinskih, jer ga je Ivan Karlović bio kupio netom prije smrti, ipak se kneginja Jelena uspjela izboriti za njega te je dobila nasljedstvo odlukom Hrvatskog sabora i potvrdom hrvatskog i ugarskog kralja Ferdinanda I. 1534. godine.

## Vanjske poveznice
- Kurjaković – Hrvatski biografski leksikon
- Kurjakovići – Hrvatska enciklopedija
- Kurjakovići – Proleksis enciklopedija